# Ą̄̂
Ą̄̂ (minuscule : ą̄̂), appelé A macron accent circonflexe ogonek, est une lettre latine utilisée dans l’écriture du kaska.
Il s’agit de la lettre A diacritée d’un macron, d’un accent circonflexe et d’un ogonek.

## Représentations informatiques
Le A macron accent circonflexe ogonek peut être représenté avec les caractères Unicode suivants : 
- composé et normalisé NFC (latin étendu A, diacritiques) :

| formes    | représentations | chaînes de caractères | points de code       | descriptions                                                                       |
| --------- | --------------- | --------------------- | -------------------- | ---------------------------------------------------------------------------------- |
| capitale  | Ą̄̂               | Ą◌̄◌̂                   | U+0104 U+0304 U+0302 | lettre majuscule latine a ogonek diacritique macron diacritique accent circonflexe |
| minuscule | ą̄̂               | ą◌̄◌̂                   | U+0105 U+0304 U+0302 | lettre minuscule latine a ogonek diacritique macron diacritique accent circonflexe |

- décomposé et normalisé NFD (latin de base, diacritiques) :

| formes    | représentations | chaînes de caractères | points de code              | descriptions                                                                                   |
| --------- | --------------- | --------------------- | --------------------------- | ---------------------------------------------------------------------------------------------- |
| capitale  | Ą̄̂               | A◌̨◌̄◌̂                  | U+0041 U+0328 U+0304 U+0302 | lettre majuscule latine a diacritique ogonek diacritique macron diacritique accent circonflexe |
| minuscule | ą̄̂               | a◌̨◌̄◌̂                  | U+0061 U+0328 U+0304 U+0302 | lettre minuscule latine a diacritique ogonek diacritique macron diacritique accent circonflexe |